# 許兆暁
許 兆暁（きょ ちょうぎょう、中国語: 许 兆晓、英語: Zhaoxiao Xu、1965年3月30日 - ）は、中国出身の元男性フィギュアスケート選手（男子シングル）、コーチ。1980年レークプラシッドオリンピック、1984年サラエボオリンピック中国代表。第1回アジア冬季競技大会3位。

## 経歴
許兆暁はオリンピックのフィギュアスケート競技に中国代表として初めて出場した選手である。
1980年のレークプラシッドオリンピックで16位、1984年のサラエボオリンピックで18位。
世界選手権には3度出場。1982年NHK杯で12位。1986年の第1回アジア冬季競技大会では国際大会初の表彰台の3位となった。
引退後はコーチになり、教え子たちを国際大会に輩出している。中国の男子シングルはジュニアグランプリファイナルでこれまで3人の選手が優勝しているが、彼ら全員が自身の教え子である。

## 主な戦績
| 大会/年      | 1979-80 | 1980-81 | 1981-82 | 1982-83 | 1983-84 | 1984-85 | 1985-86 |
| ------------ | ------- | ------- | ------- | ------- | ------- | ------- | ------- |
| オリンピック | 16      |         |         |         | 18      |         |         |
| 世界選手権   |         | 20      | 27      |         |         | 23      |         |
| GPNHK杯      |         |         |         | 12      |         |         |         |
| アジア大会   |         |         |         |         |         |         | 3       |

## 主な生徒

### 男子シングル
- 高崧 - 1999年ジュニアグランプリファイナル優勝。
- 馬暁東 - 2000年ジュニアグランプリファイナル優勝。
- 金博洋 - 2013年ジュニアグランプリファイナル優勝。